# Scythris salviella
Scythris salviella is een vlinder uit de familie dikkopmotten (Scythrididae). De wetenschappelijke naam is voor het eerst geldig gepubliceerd in 1910 door Meess.
De soort komt voor in Europa.